# (27182) 1999 CL3
1999 سي أل 3 (ويعرف أيضًا باسم (27182) 1999 سي أل 3 وفق تسمية الكوكب الصغير) (بالإنجليزية: 1999 CL3)‏ هو كويكب ضمن حزام الكويكبات؛ وترتيبه 27182 من حيث الاكتشاف.
اكتُشف هذا الجُرم الفلكي بواسطة Fumiaki Uto ‏ في 8 فبراير 1999.

## وصلات خارجية
- (27182) 1999 CL3 في قاعدة بيانات مختبر الدفع النفاث لأجرام النظام الشمسي الصغيرة

- الاكتشاف · مخطط المدار ·  العناصر المدارية · المعلمات المادية

- (27182) 1999 CL3 على موقع ويكي سكاي: DSS2, SDSS, GALEX, IRAS, Hydrogen α, X-Ray, Astrophoto, Sky Map, Articles and images